# Daniel Lemos
Daniel Lemos (5 de enero de 1990) es un futbolista brasileño que se desempeña como delantero.
Jugó para clubes como el FC Ingolstadt 04, Operário Ferroviário, Consadole Sapporo, Portimonense y FC Gifu.

## Trayectoria

### Clubes
| Club                 | País     | Año         |
| -------------------- | -------- | ----------- |
| FC Ingolstadt 04     | Alemania | 2008 - 2009 |
| Operário Ferroviário | Brasil   | 2010        |
| Consadole Sapporo    | Japón    | 2011        |
| Portimonense         | Portugal | 2012        |
| Planaltina           | Brasil   | 2012 - 2013 |
| FC Gifu              | Japón    | 2013        |
| ReinMeer Aomori      | Japón    | 2013 - 2014 |